# SP-62
A SP-62 é uma rodovia radial do estado de São Paulo, administrada pelo Departamento de Estradas de Rodagem do Estado de São Paulo (DER-SP).

## Denominações
Recebe as seguintes denominações em seu trajeto::
- Edmir Viana Moura, Prefeito -	De: Distrito Eugenio de Mello - até: Caçapava;
- Vito Ardito	-	De: Caçapava - até:	SP-123;
- Emilio Amadei Beringhs	- De: SP-123 - até: Taubaté;
- Amador Bueno da Veiga	- De: Taubaté - até: Pindamonhangaba;
- Abel Fabricio Dias, Vereador -	De: Pindamonhangaba - até:	Roseira;
- Marieta Vilela da Costa Braga, Professora -	De: Roseira - até:	Aparecida;
- Padroeira do Brasil - De Aparecida - até:	Guaratinguetá;
- Aristeu Vieira Vilela, Prefeito	-	De:Guaratinguetá - até:	Lorena;
- Oswaldo Ortiz Monteiro, Deputado	-	De: Lorena - até:	Cachoeira Paulista.

## Descrição
Trata-se da Estrada Velha Rio-São Paulo, sendo que os trechos existentes atualmente ligam o distrito de Eugênio de Melo em São José dos Campos ao município de Cachoeira Paulista.
Em seu trajeto, a rodovia SP-62 percorre pelos municípios de São José dos Campos, Caçapava, Taubaté, Pindamonhangaba, Roseira, Aparecida, Guaratinguetá, Lorena, Canas e Cachoeira Paulista. Além desses municípios, a rodovia cruza áreas pertencentes aos distritos municipais de Eugênio de Melo (São José dos Campos) e Moreira César (Pindamonhangaba).
Trata-se de uma rodovia de caráter essencialmente urbano, sendo que em muitos trechos ela se funde à malha viária municipal, se transformando em ruas e avenidas. Desse modo, ao longo de seu trajeto existem diversos cruzamentos, semáforos, lombadas e outros elementos comuns à rede viária dos municípios existentes em seu trajeto.
Por percorrer áreas densamente urbanizadas, essa rodovia é pouco utilizada para trajetos de longa distância, tendo sua utilização mais vinculada para o transporte local e para o deslocamento entre municípios vizinhos. Para os trajetos mais longos normalmente é utilizada à Rodovia Presidente Dutra, que segue de forma praticamente paralela a ela, mas apresenta maior segurança, contando com mais faixas de rolamento, maior limite de velocidade e trajetória mais retilínea.